# Grande Prêmio de Singapura de 2009
Resultados do Grande Prêmio de Singapura de Fórmula 1 realizado em Marina Bay em 27 de setembro de 2009. Décima quarta etapa do campeonato, foi vencido pelo britânico Lewis Hamilton, da McLaren-Mercedes, com Timo Glock em segundo pela Toyota e Fernando Alonso em terceiro pela Renault.

## Resumo
- Unico pódio de Fernando Alonso na temporada.
- Terceiro e último pódio de Timo Glock.
- Últimos pontos de Heikki Kovalainen e Timo Glock.

## Classificação da prova
Carros com KERS estão marcados com "‡"

### Treinos classificatórios
| Pos.   | Nº | Piloto               | Equipe               | Q1       | Q2       | Q3       | Grid | Notas      |
| ------ | -- | -------------------- | -------------------- | -------- | -------- | -------- | ---- | ---------- |
| 1      | 1‡ | Lewis Hamilton       | McLaren-Mercedes     | 1:46.977 | 1:46.657 | 1:47.891 | 1    |            |
| 2      | 15 | Sebastian Vettel     | Red Bull-Renault     | 1:47.541 | 1:46.362 | 1:48.204 | 2    |            |
| 3      | 16 | Nico Rosberg         | Williams-Toyota      | 1:47.390 | 1:46.197 | 1:48.348 | 3    |            |
| 4      | 14 | Mark Webber          | Red Bull-Renault     | 1:47.646 | 1:46.328 | 1:48.722 | 4    |            |
| 5      | 23 | Rubens Barrichello   | Brawn-Mercedes       | 1:47.397 | 1:46.787 | 1:48.828 | 9    | [ nota 2 ] |
| 6      | 7  | Fernando Alonso      | Renault              | 1:47.757 | 1:46.767 | 1:49.054 | 5    |            |
| 7      | 10 | Timo Glock           | Toyota               | 1:47.770 | 1:46.707 | 1:49.180 | 6    |            |
| 8      | 6  | Nick Heidfeld        | BMW Sauber           | 1:47.347 | 1:46.832 | 1:49.307 | 20   | [ nota 3 ] |
| 9      | 5  | Robert Kubica        | BMW Sauber           | 1:47.615 | 1:46.813 | 1:49.514 | 7    |            |
| 10     | 2‡ | Heikki Kovalainen    | McLaren-Mercedes     | 1:47.542 | 1:46.842 | 1:49.778 | 8    |            |
| 11     | 17 | Kazuki Nakajima      | Williams-Toyota      | 1:47.637 | 1:47.013 |          | 10   |            |
| 12     | 22 | Jenson Button        | Brawn-Mercedes       | 1:47.180 | 1:47.141 |          | 11   |            |
| 13     | 4‡ | Kimi Räikkönen       | Ferrari              | 1:47.293 | 1:47.177 |          | 12   |            |
| 14     | 12 | Sébastien Buemi      | Toro Rosso-Ferrari   | 1:47.677 | 1:47.369 |          | 13   |            |
| 15     | 9  | Jarno Trulli         | Toyota               | 1:47.690 | 1:47.413 |          | 14   |            |
| 16     | 20 | Adrian Sutil         | Force India-Mercedes | 1:48.231 |          |          | 15   |            |
| 17     | 11 | Jaime Alguersuari    | Toro Rosso-Ferrari   | 1:48.340 |          |          | 16   |            |
| 18     | 3‡ | Giancarlo Fisichella | Ferrari              | 1:48.350 |          |          | 17   |            |
| 19     | 8  | Romain Grosjean      | Renault              | 1:48.544 |          |          | 18   |            |
| 20     | 21 | Vitantonio Liuzzi    | Force India-Mercedes | 1:48.792 |          |          | 19   |            |
| Fonte: |    |                      |                      |          |          |          |      |            |

### Corrida
| Pos.   | Nº | Piloto               | Construtor           | Voltas | Tempo/Diferença  | Grid | Pontos |
| ------ | -- | -------------------- | -------------------- | ------ | ---------------- | ---- | ------ |
| 1      | 1‡ | Lewis Hamilton       | McLaren-Mercedes     | 61     | 1:56:06.337      | 1    | 10     |
| 2      | 10 | Timo Glock           | Toyota               | 61     | + 9.634          | 6    | 8      |
| 3      | 7  | Fernando Alonso      | Renault              | 61     | + 16.624         | 5    | 6      |
| 4      | 15 | Sebastian Vettel     | Red Bull-Renault     | 61     | + 20.621         | 2    | 5      |
| 5      | 22 | Jenson Button        | Brawn-Mercedes       | 61     | + 30.015         | 11   | 4      |
| 6      | 23 | Rubens Barrichello   | Brawn-Mercedes       | 61     | + 31.858         | 9    | 3      |
| 7      | 2‡ | Heikki Kovalainen    | McLaren-Mercedes     | 61     | + 36.157         | 8    | 2      |
| 8      | 5  | Robert Kubica        | BMW Sauber           | 61     | + 55.054         | 7    | 1      |
| 9      | 17 | Kazuki Nakajima      | Williams-Toyota      | 61     | + 56.054         | 10   |        |
| 10     | 4‡ | Kimi Räikkönen       | Ferrari              | 61     | + 58.892         | 12   |        |
| 11     | 16 | Nico Rosberg         | Williams-Toyota      | 61     | + 59.777         | 3    |        |
| 12     | 9  | Jarno Trulli         | Toyota               | 61     | + 1:13.009       | 14   |        |
| 13     | 3‡ | Giancarlo Fisichella | Ferrari              | 61     | + 1:19.890       | 17   |        |
| 14     | 21 | Vitantonio Liuzzi    | Force India-Mercedes | 61     | + 1:33.502       | 19   |        |
| Ret    | 11 | Jaime Alguersuari    | Toro Rosso-Ferrari   | 47     | Freios           | 16   |        |
| Ret    | 12 | Sébastien Buemi      | Toro Rosso-Ferrari   | 47     | Câmbio           | 13   |        |
| Ret    | 14 | Mark Webber          | Red Bull-Renault     | 45     | Freios           | 4    |        |
| Ret    | 20 | Adrian Sutil         | Force India-Mercedes | 23     | Danos de colisão | 15   |        |
| Ret    | 6  | Nick Heidfeld        | BMW Sauber           | 19     | Colisão          | 20   |        |
| Ret    | 8  | Romain Grosjean      | Renault              | 3      | Freios           | 18   |        |
| Fonte: |    |                      |                      |        |                  |      |        |

## Tabela do campeonato após a corrida
| Pos.   | Piloto             | Pontos |
| ------ | ------------------ | ------ |
| 1      | Jenson Button      | 84     |
| 2      | Rubens Barrichello | 69     |
| 3      | Sebastian Vettel   | 59     |
| 4      | Mark Webber        | 51,5   |
| 5      | Kimi Räikkönen     | 40     |
| Fonte: |                    |        |

| Pos.   | Construtor       | Pontos |
| ------ | ---------------- | ------ |
| 1      | Brawn-Mercedes   | 153    |
| 2      | Red Bull-Renault | 110,5  |
| 3      | Ferrari          | 62     |
| 4      | McLaren-Mercedes | 59     |
| 5      | Toyota           | 46,5   |
| Fonte: |                  |        |

- Nota: Somente as primeiras cinco posições estão listadas.